# Elaine Tanner
Elaine Tanner (Canadá, 22 de febrero de 1951) es una nadadora canadiense retirada especializada en pruebas de estilo espalda, donde consiguió ser subcampeona olímpica en 1968 en los 100 y 200 metros.

## Carrera deportiva
En los Juegos Olímpicos de México 1968 ganó la medalla de plata en los 100 y 200 metros espalda, y el bronce en los 4 x 100 metros estilos.
Y en los Juegos Panamericanos de 1967 celebrados en la ciudad canadiense de Winnipeg, ganó cinco medallas, dos de oro y tres de plata: en 100 y 200 metros espalda (las dos de oro) y en 100 metros mariposa, y 4 x 100 metros estilos y 4 x 100 metros libre, las tres de plata. 